# Q.A.D.: Quintessential Art of Destruction
Q.A.D.: Quintessential Art of Destruction is een computerspel dat werd ontwikkeld door Cranberry Source en uitgegeven door Philips Interactive Media. Het spel kwam in 1996 uit voor DOS. 

## Ontvangst
| Beoordeeld door       | Datum         | Score |
| --------------------- | ------------- | ----- |
| PC Games (Duitsland)  | juli 1997     | 31%   |
| PC Player (Duitsland) | augustus 1997 | 20%   |
| Power Play            | juli 1997     | 8%    |